# عناق عند جسر بروكلين
عناق عند جسر بروكلين الرواية الخامسة للكاتب والدبلوماسي المصري عز الدين شكري فشير. صدرت الرواية لأوّل مرة عام 2011 عن دار العين للنشر في القاهرة. ودخلت في القائمة النهائية «القصيرة» للجائزة العالمية للرواية العربية لعام 2012، المعروفة باسم «جائزة بوكر العربية».

## حول الرواية
رواية «عز الدين شكري فشير» هذه هي عن اللقاء بالآخر، هي رواية عن المواجهة، مواجهة الذات ومواجهة الآخر، الاغتراب عن الذات والاغتراب عن الآخر. ليس هناك بطل محوري للرواية، بل عدة أبطال وشخصية تكتسب محوريتها من ارتباط بقية الشخصيات بها. يعاني البروفيسور المصري «درويش» (الشخصية المحورية) أزمة هوية في نيويورك، حيث يعمل أستاذًا جامعيًا. فهو بحكم كونه مثقفًا، أكاديميًا، أجاز لنفسه تعريف المسموح والممنوع في السلوك، مما وضعه في مواجهة مع ابنه وبنته حين بلغا من النضج درجة شعرا عندها أن من حقهما اختيار الطرق التي يسلكانها. ينثر «درويش» ملاحظاته الناقدة لسلوك أفراد عائلته ومن خلالهم لثقافة المجتمع الذي نشأ فيه، ويود لو سمحوا له «بإرشادهم» إلى «المسلك الصحيح». هي رواية نقد ثقافي ونقد اجتماعي وتحاول مناقشة مسألة صدام الحضارات إن صح التعبير.